# Sophie Jones

Sophie Jones (2020)

Sophie Jones (* 1995 in Werdau) ist das Pseudonym einer deutschen Autorin und Aktivistin. Sie wurde 2021 zur Miss Sachsen gewählt.

## Leben
Sophie Jones wurde in die Religionsgemeinschaft Jehovas Zeugen hineingeboren und ist mit 18 Jahren ausgestiegen. Im Alter von 23 Jahren outete sie sich auf ihrem YouTube-Kanal als Sektenaussteigerin und betreibt seitdem Aktivismus und Aufklärungsarbeit. 2021 wurde Jones zur Miss Sachsen gewählt. Im selben Jahr veröffentlichte sie ihre Autobiografie Erlöse mich von dem Bösen: Meine Kindheit im Dienste der Zeugen Jehovas, die zum Bestseller wurde. Mit der Veröffentlichung ihres Buches hat sie sich erstmalig ausführlich zu den Auswirkungen ihrer Depressionen und Suizidversuche im Jugendalter geäußert und setzt sich seitdem für mehr Toleranz gegenüber psychischen Erkrankungen ein.
Jones engagiert sich in einem Verein, der Sektenaussteigern hilft und für eine Aberkennung des Status einer Körperschaft des öffentlichen Rechts von Jehovas Zeugen kämpft.

## Veröffentlichungen
- Erlöse mich von dem Bösen: Meine Kindheit im Dienste der Zeugen Jehovas, Bastei Lübbe, Köln 2021, ISBN 978-3-431-05016-5.
  - Hörbuch, gelesen von Carolin-Therese Wolff, MP3-CD, 381 Min. ISBN 978-3-86974-566-4.

## Fernsehen
- 2023: Echtes Leben, Beitrag, ARD
- 2023: Galileo Grenzbereiche: Wie werde ich beliebt? Beitrag, Pro7
- 2022: Mima Mittagsmagazin, Beitrag, ZDF
- 2022: Volle Kanne, Beitrag, ZDF
- 2021: Riverboat, Gastauftritt, MDR
- 2021: NDR Talkshow, Gastauftritt
- 2021: SternTV, Gastauftritt, RTL
- 2021: MDR um 4, Beitrag, MDR
- 2021: BRISANT, Beitrag, ARD
- 2019: Sat.1 Frühstücksfernsehen, Gastauftritt, Sat.1
- 2019: So gesehen - Talk am Sonntag on Tour, Beitrag, Sat.1
- 2019: Sat.1 Frühstücksfernsehen, Beitrag, Sat.1